# Дієго Льоренте
Дієго Льоренте (ісп. Diego Llorente, нар. 16 серпня 1993, Мадрид) — іспанський футболіст, захисник клубу «Реал Бетіс» і національної збірної Іспанії.

## Клубна кар'єра
Народився 16 серпня 1993 року в місті Мадрид. Починав свою футбольну  кар'єру у скромних іспанських футбольних школах «Перес Галдос» та «Трабенко». У липні 2002 року він увійшов в систему мадридського «Реала». На початку сезону 2012/13 він дебютував у складі третьої команди мадридського клубу в матчі проти «Саудаль Депортіво». 24 березня 2013 року Дієго дебютував у складі «Кастільї», замінивши травмованого Івана Гонсалеса у матчі проти «Кордови». В кінці сезону він став тренуватися з основним складом «Реала». У його складі Дієго дебютував 1 червня в матчі проти «Осасуни».
Так і не пробившись до основи «королівського клубу», з літа 2015 року грав по сезону на правах оренди у складі клубів Ла Ліги «Райо Вальєкано» та «Малаги», будучи в обох з них основним гравцем.
26 червня 2017 року Льоренте підписав 5-річний контракт з «Сосьєдадом». 10 вересня 2017 року провів свій перший матч проти «Депортіво» (4:2) і забив свій 1 гол за команду. За три сезони відіграв за клуб із Сан-Себастьяна 77 матчів у національному чемпіонаті.
У вересні 2020 року перебрався до Англії, уклавши контракт із «Лідс Юнайтед». Спочатку був серед основних захисників команди, утім від початку сезону 2022/23 став дедалі рідше виходити на поле і в січні 2023 року на правах оренди приєднався до «Роми» на запрошення головного тренера Жозе Моурінью, з яким був знайомим ще за «Реалом», провівши у римській команді півтора сезони.
9 липня 2024 року перейшов у «Реал Бетіс», з яким підписав чотирирічний контракт.

## Виступи за збірні
2013 року залучався до складу молодіжної збірної Іспанії, з якою поїхав на молодіжний чемпіонат світу у Туреччині, де дійшов з командою до чвертьфіналу. На молодіжному рівні зіграв у 6 офіційних матчах.
У травні 2016 року Льоренте був запрошений до національної збірної Іспанії тренером Вісенте дель Боске на товариський матч проти Боснії і Герцеговини. Дебютував у збірній через місяць, замінивши Сеска Фабрегаса у матчі проти Швейцарії (3:1).
24 травня 2021 року Льоренте був включений до складу команди Луїса Енріке з 24 гравців на Євро-2020, але на поле на турнірі не виходив.
| Дата       | Місто        | Господарі         | Результат | Гості                | Турнір                               | Голи | Примітки |
| ---------- | ------------ | ----------------- | --------- | -------------------- | ------------------------------------ | ---- | -------- |
| 29-5-2016  | Санкт-Галлен | Іспанія           | 3 – 1     | Боснія і Герцеговина | товариський матч                     | -    | 59'      |
| 18-11-2018 | Лас-Пальмас  | Іспанія           | 1 – 0     | Боснія і Герцеговина | товариський матч                     | -    |          |
| 7-6-2019   | Торсгавн     | Фарерські острови | 1 – 4     | Іспанія              | Відбір до ЧЄ 2020                    | -    | 46'      |
| 10-6-2019  | Мадрид       | Іспанія           | 3 – 0     | Швеція               | Відбір до ЧЄ 2020                    | -    | 88'      |
| 5-9-2019   | Бухарест     | Румунія           | 1 – 2     | Іспанія              | Відбір до ЧЄ 2020                    | -    | 79'      |
| 7-10-2020  | Лісабон      | Португалія        | 0 – 0     | Іспанія              | товариський матч                     | -    |          |
| 28-3-2021  | Тбілісі      | Грузія            | 1 – 2     | Іспанія              | Відбір до ЧС 2022                    | -    | 6' 46'   |
| 4-6-2021   | Мадрид       | Іспанія           | 0 – 0     | Португалія           | товариський матч                     | -    | 79'      |
| 2-6-2022   | Севілья      | Іспанія           | 1 – 1     | Португалія           | Ліга націй УЄФА 2022-2023 - 1-й етап | -    | 72'      |
| 9-6-2022   | Лансі        | Швейцарія         | 0 – 1     | Іспанія              | Ліга націй УЄФА 2022-2023 - 1-й етап | -    |          |
| Усього     |              | Матчів            | 10        |                      | Голів                                | 0    |          |